# Économie des conventions
 (mai 2014).
L'économie des conventions est une approche hétérodoxe de l'économie qui étudie la diversité des formes de coordination entre les individus, que ce soit la règle, l’opinion majoritaire, la norme ou le marché walrassien.
Le courant de l'économie des conventions propose une théorie économique hétérodoxe qui se diffuse, en France, à partir des années 1980 (notamment avec un numéro spécial de la Revue économique de mars 1989). Ce programme de recherches soutient que l'on ne peut pas se coordonner sans se faire une idée du collectif que l'on forme avec l'autre. Cette représentation du collectif est elle-même conventionnelle, et il n'y a donc pas de coordination sans convention, quelle que soit la nature de la règle employée pour se coordonner.
Elle est, avec la théorie de la régulation, l'une des deux principales approches hétérodoxes de l'économie en France.
Cette théorie des conventions ne doit pas être confondue avec la théorie des contrats.

## Individualisme méthodologique, rationalité limitée et hétérodoxie
Le point de départ de la théorie des conventions consiste à comprendre comment les individus parviennent à mettre en place des règles de coopération et de comportements dans des situations d’incertitude avec pour hypothèse centrale que les individus ont une rationalité limitée. Il est très clair pour les conventionnalistes que « sans le secours d’objets collectifs irréductibles à la rationalité individuelle, les interactions entre acteurs individuels rationnels seraient incapables de produire à elles seules une réalité sociale déterminée » (Dupuy, 1989). Une convention est ainsi la solution à un problème de coordination qui, ayant réussi à concentrer sur elle l’imagination des acteurs, tend à se reproduire avec régularité. C’est une règle de comportement qui a sa source dans les interactions sociales, mais se présente aux acteurs sous une forme objectivée, réifiée, naturalisée et ayant une dynamique qui échappe en partie aux acteurs.
Son programme consiste en une reprise du projet radical de John Maynard Keynes, qui vise à tirer toutes les conséquences pour l’analyse économique d’une prise en compte réaliste de l’incertitude, découlant d’une hypothèse de rationalité limitée. Au premier rang de ces conséquences, figure la nécessité d’un traitement endogène des modalités de gestion de cette incertitude, soit des représentations pratiques supposées partagées (en quoi consistent les conventions). Ces représentations renvoient aux attentes que forment les agents quant au déroulement de leurs coordinations, soit à l’idée qu’ils se font du fonctionnement des groupes au sein desquels ils agissent.
Il est important de noter que la convention est systématiquement en concurrence avec d’autres règles de comportements qui auraient également pu permettre aux acteurs de se coordonner mais induire des comportements et donc des interactions sociales différentes. L’exemple de David Lewis sur la coupure de téléphone (Lewis, 1969) illustre bien la nature ainsi que l’aspect concurrentiel de toute règle de comportement conventionnelle. Lorsque deux personnes font face à une coupure de téléphone, la convention veut que la personne qui est à l’origine de l’appel prenne l’initiative de recontacter son interlocuteur. Cette convention donne un rôle précis aux deux interlocuteurs et évite que les deux individus téléphonent en même temps. Une convention différente qui aurait débouché sur le même résultat aurait pu émerger : c’est l’individu contacté qui doit prendre l’initiative du rappel. Cette convention ne fait l’objet d’aucune loi, ni d’aucune discussion publique mais est le résultat d’interaction sociale et s’impose aux acteurs qui gardent toujours la capacité de contester cette règle de comportement et faire émerger une nouvelle convention.
On voit ainsi, à travers cet exemple, que le mécanisme conventionnel ne renonce pas aux préceptes de l’individualisme méthodologique : les seuls acteurs sont des personnes qui font émerger une règle de comportement qui se diffuse et se transmet aux autres acteurs et qui peu à peu s’impose comme la règle de comportement à adopter pour se coordonner. Il n’y a aucun déterminisme institutionnel qui impose a priori quelle règle de comportement choisir et les acteurs conservent toujours la possibilité de critiquer et de faire évoluer la règle lorsqu’elle ne satisfait plus ou mal les besoins de coordination. La convention doit ainsi être appréhendée à la fois comme le résultat d’action individuelle et comme un cadre contraignant les sujets. L'objectif de l'économie des conventions est "de concilier une certaine autonomie du social, allant jusqu'à reconnaître ses lois propres, avec l'idée que ce sont toujours des individus, et non des entités supra-individuelles, qui agissent et qui portent des intentions collectives (individuelles et/ou collectives)" (Bessy et Favereau, 2003, p. 121).
Des travaux plus récents, comme ceux coordonnés pas Philippe Batifoulier dans le cadre de l'ouvrage Théorie des Conventions (Economica, 2001) ou ceux réalisés dans le cadre du colloque de la Défense en 2003, ont bien montré que cette approche se distingue des autres approches qui, en économie, utilisent le concept de convention en ce qu'elle est une approche interprétative des conventions.

## L'économie des conventions et la question du jugement moral
Dans le sillage d’Albert O. Hirschman, l’économie des conventions développe une approche pluridisciplinaire de ces représentations, attentive à leur dimension normative (elle entretient ainsi un dialogue étroit avec la sociologie). Celle-ci contient une dynamique intrinsèque en vertu de la pluralité des conceptions du bien conçues par les agents, et des critiques et justifications auxquelles elles donnent lieu.
Cette pluralité des conceptions du bien, des plus légitimes et justifiables (étudiées par Luc Boltanski et Laurent Thévenot), préparées à la plus grande mise en commun aux plus locales et moins transposables est le pendant d’une théorie de l’identité plurielle qui, partant de l’appartenance perçue par les individus à des collectifs de tailles variées, exploite l’idée de méta-préférence (Sen, 1970), relativise la dichotomie moyen/fin à la base de la théorie du choix rationnel et ouvre sur différentes formes d’engagement dans l’action.
Les principales analyses empiriques de cette approche portent sur la diversité des formes d'organisation des entreprises.

## L'économie des conventions et la question des institutions
L'économie des conventions développe également une théorie des institutions. Ces dernières sont appréhendées comme des règles du jeu (à l'instar de Douglass North) qui instituent de nouvelles formes de coordination et qui sont également instituées c'est-à-dire développées et reproduites par les acteurs.
Dans l'étude des institutions, l'économie des conventions a une double singularité : d'une part la coordination et la reproduction (des institutions) sont pensées à partir d'une rationalité individuelle limitée confrontée à l'existence systématique de défauts de coordination et/ou de reproduction. Les acteurs rencontrent systématiquement des imperfections dans leurs interactions et des difficultés et des ressources limitées pour maintenir et améliorer les règles de coordination. Et d'autre part, la coordination et la reproduction sont pensées simultanément, dans un même mouvement analytique, et non plus séparément (Bessy et Favereau, 2003).

## L'apport de l'économie des conventions aux sciences de gestion
L'économie des conventions est également de plus en plus mobilisée en Sciences de Gestion. Pour cette raison, des auteurs comme Pierre-Yves Gomez (1994), Levy (2002) ou Verstraete et Jouison-Lafitte (2009) préfèrent parler de "théorie des conventions". Comme le montre Levy-Tadjine (2007, 2008), ce qui intéresse le gestionnaire dans cette approche, c'est qu'elle met l'accent sur les phénomènes intersubjectifs. Pour autant, malgré la parenté de certains travaux de ce courant avec la théorie des jeux, la théorie des conventions offre une prise en compte originale de l'intersubjectivité. Si l'on admet que l’individu doit tenir compte de ses semblables dans sa prise de décision (principe intersubjectiviste), selon Levy (2002), cette caractéristique peut aussi bien relever d’une logique de rationalité stratégique que d’une logique de rationalité communicationnelle (terme proposé en référence à Habermas). La rationalité stratégique décrit le comportement d’un acteur qui pour atteindre son objectif, doit intégrer dans sa décision (et dans les calculs qui la fondent), la coopération ou l’hostilité d’au moins un autre individu. On mesure bien que cette définition fait écho à la théorie des jeux. La rationalité communicationnelle est à l’œuvre quand plusieurs individus se mettent d’accord (même implicitement) au terme d’un processus discursif, sur des actes et sur des ordres de jugement et d’évaluation des actions qu’ils s’engagent à appliquer. Telle est bien la perspective de l'économie des conventions et de l'approche des économies de la grandeur.
Gomez et Jones (2001) reviennent sur le principe général de l’économie des conventions que la plupart des auteurs mobilisent en économie et en sociologie pour l’appliquer cette fois à une étude plus systématique du fonctionnement des organisations (Gomez, 1994, 1996, Gomez et Jones, 2001). Chez Gomez, l’organisation est logiquement le résultat de compromis politiques passés autour de différentes conventions en compétition qui s’appuient sur des éléments symboliques de rationalisation et qui se matérialisent par des structures, des dispositifs et des discours.
L’organisation possède une « structure profonde » qui est constituée d’un ensemble mis en cohérence de différents éléments symboliques et mythiques dont l’origine se situe dans l’environnement des membres de l’organisation. Cette « structure profonde » est une solution cognitive et normative provisoire aux différentes conventions qui traversent l’organisation. Il ne s’agit pas d’une convention pure mais d’un mélange composite et idiosyncrasique de conventions en compétition qui offre une solution symbolique et précaire au conflit institutionnel. On retrouve ici dans une formulation différente la solution de Philip Selznick pour qui l’identité et les éléments symboliques de l’organisation constituent un véhicule qui transcende les intérêts en compétition et offre aux acteurs un support symbolique et imaginaire pour structurer leurs identités, juger et s’engager dans la coopération sociale. Ces éléments normatifs et symboliques échappent en partie aux individus qui sont pourtant à l’origine de ces éléments, on est bien dans le cadre d’une dynamique conventionnelle.
L’organisation est également composée d’un répertoire d’objets, de dispositifs et de ressources autour desquels s’organise la coopération sociale. Ces objets et ces dispositifs incarnent dans la pratique la logique de coopération sociale contenue dans la « structure profonde ». C’est autour de ces objets que les acteurs interagissent et répondent à la mission de l’organisation. Ces objets sont en tension les uns avec les autres et sont loin d’être parfaitement alignés avec une représentation pacifiée des buts de l’organisation comme c’est le cas dans la « structure profonde ».
Les membres de l’organisation ont une capacité de jugement et de critique à l’égard des compromis et conservent la possibilité de faire bouger les lignes aussi bien au niveau des dimensions pratiques que des dimensions normatives et symboliques de l’organisation.